# Brachiaria multiculma
Brachiaria multiculma är en gräsart som först beskrevs av Nils Johan Andersson, och fick sitt nu gällande namn av Simon Laegaard och Stephen Andrew Renvoize. Brachiaria multiculma ingår i släktet Brachiaria och familjen gräs. Inga underarter finns listade i Catalogue of Life.